# 孙曾拯
孙曾拯（1928年11月3日—2022年12月20日），男，汉族，江苏靖江人，中国皮肤病专家，武汉市第一医院皮肤科主任医师、教授，享受国务院政府特殊津贴专家。